# Кодинск
Кодинск (рус. Кодинск) град је у Русији у Краснојарском крају. Према попису становништва из 2010. у граду је живело 14830 становника.

## Становништво
| 1979. | 1989.  | 2002.  | 2010.  |
| ----- | ------ | ------ | ------ |
| 3.596 | 14.050 | 14.746 | 14.830 |